# فلاديسلاف بانتيليف
فلاديسلاف فلاديميروفيتش بانتيليف (بالروسية: Владислав Владимирович Пантелеев)‏ هو لاعب كرة قدم روسي. من مواليد 15 أغسطس 1996، يلعب بمركز خط وسط لفريق أرسنال تولا.

## روابط خارجية
- فلاديسلاف بانتيليف على موقع قاعدة بيانات كرة القدم.إي يو (الإنجليزية)
- فلاديسلاف بانتيليف على موقع Soccerway.com (الإنجليزية)
- فلاديسلاف بانتيليف على موقع عالم كرة القدم.نت (الإنجليزية)